# 第一大邦丸事件

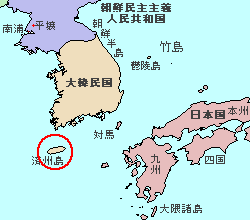
済州島の位置

第一大邦丸事件（だいいちだいほうまるじけん）とは、韓国海軍による日本民間人殺害事件。
朝鮮戦争中の1953年2月4日に公海上（済州島沖20マイルの農林漁区第284漁区と思われる海域。韓国側の主張では済州島沖9マイルとされる。）で操業中であった福岡の漁船『第一大邦丸（57トン）』及び『第二大邦丸（57トン）』が、韓国の漁船『第一昌運号』及び『第二昌運号』（各約55トン）を利用した韓国海軍によって銃撃、拿捕され、その際に第一大邦丸漁撈長であった瀬戸重次郎（当時34歳）が被弾して死亡した事件である。

## 背景
1952年1月18日、韓国は大日本帝国併合以前の旧大韓帝国の版図に基づいているとの主張のもと李承晩ラインを設定し、韓国の主権を主張し始めた。なお、当時は日韓基本条約も締結されていない無国交状態である。

## 状況・経緯

### 拿捕されるまで
1953年1月22日に、第一大邦丸及び第二大邦丸は、福岡を出航し2月4日には二百八十四農林漁区で操業していた。
同日午前7時ごろに、第一大邦丸の南西より韓国の漁船である第一昌運号及び第二昌運号が北上して接近してきた。そして日本語で「魚は獲れますか」と話してきた。韓国船はそのまま行過ぎ、付近で停止して操業（を装って日本船を監視）していた。しばらくして第一大邦丸が揚網作業に入ると、そのとき船尾から30メートル程度の距離にあった韓国船が、自動小銃で第一大邦丸への銃撃を開始した。日本側二隻は逃走を開始したが、8時15分には第二大邦丸が拿捕され、逃走していた第一大邦丸も銃撃が熾烈で、逃走を断念した。この時操舵室内に坐っていた漁撈長は、後頭部左側より銃撃をうけ、意識不明となる。第一大邦丸は8時30分に拿捕され、第一昌運号の船員に「翰林に行け」と日本語で命令された。

### 取調べが始まるまで
同船は11時30分に済州島の翰林面に入港させられ、日本人船員は憲兵によって警察に引き渡され、船内の目ぼしい私物、装備及び漁獲物は警察に略奪された。その際に日本人船員側が憲兵に対して負傷者がある旨を伝えたので、船員は翰林面の『高医院』に収容された。しかし『高医院』とは名ばかりの医院で、病室はもちろん設備も全く無く、医師は見ただけで「これは駄目だ」といって漁撈長の手当てを拒否した。
船員たちは警察に行き軍病院かどこかへの入院を依頼した。しかし警察は「我々は軍の命令によって行動したのであって、我々に責任はない」と拒絶した。そこで船員たちは憲兵隊へ行き、病院への収容を再度依頼したが、憲兵隊長に「盲貫銃創だからとても駄目だ」と言われて再度拒否された。船員側の度重なる依頼の末、軍病院への入院が許可された。その際に「車は直ぐ来ますから」と言われたため、船員はそのまま漁撈長の元へ行った。病院までの搬送の間に漁撈長が死なないように、医者にリンゲルの注射を求めたが、医者はリンゲルは高価だと躊躇。結局船員が私物を売り払って金を払う約束をしてリンゲルを一本射ってもらった。
しかし韓国側は結局車を出さず漁撈長を放置し、漁撈長は2月6日の23時に死亡した。翌日漁撈長の遺体は命中弾が軍のものか警察のものか判明させる為に韓国側によって解剖され、結果憲兵の銃撃によるものであることが判明した。同日より警察に火葬の手配を頼んだが黙殺され、船員は残った私物の一部を売り払って葬儀一式を整え、足りない薪を付近の松の枝などで補ってさらに翌日に火葬した。

### 帰国まで
2月9日から、船員は全員警察署の前の防空団詰所に監禁された。詰所は約4畳の広さで、そこに18人が監禁され、食料は一切支給されなかった為、船内食料で食いつないでいた。
取調べで韓国側は拿捕地点は翰林より9マイル付近であったと主張。日本人船員側が昌運号のコンパスの自差及び速力の矛盾を指摘したところ、韓国側に両者の主張の中間をとろうと言われて、13マイル付近を拿捕位置として捺印させられた。同時期に取調べを受けていた第二大邦丸の通信士によると、拿捕地点は翰林より30マイルである。
2月12日に一行は済州に送られる事になったが、誰も漁撈長の遺骨を持ってきていなかったため、遺骨を取りに行くことを要求したが、警察署長に拒否された。船員が移送用の車に乗ることを強硬に拒否したところ、1人だけ残して、次の日に運ぶ事を認められ、残りの船員は車で済州へ運ばれた。
同日23時頃、船員は済州警察査察課第二係に引き渡され、食事を与えられずにそのまま留置所に入れられた。この留置所も4畳ほどで、しかも他の韓国人と一緒に入れられていた。この留置所では粗末ではあるが食事は与えられた。
済州での取調べでは、李承晩ライン侵犯との韓国側からの指摘に対し日本側は、同ラインは韓国が一方的に定めたもので国際法上認められていないと反論した。クラーク・ライン侵犯との非難に対しては、米国公使より作戦の妨害にならなければよいと説明されていたことを伝えた。この際に韓国は自国の領海は島と島を結んだ線から計測されると主張した。これは群島基線に基づく主張であるが、韓国は群島国家であると主張していないため国際法的には無効であると思われる。
この後、警察は船員に対して領海侵犯をしたという嘘の調書をハングルで作成し、これに捺印させ、日本への通知とした。しかし、海図を出して調べるときには丁字定規一本とたばこ及びマッチを以て測るという具合に適当に作成された調書の矛盾より公海上の事件であった事がわかり、佐世保の朝鮮沿岸封鎖護衛艦隊司令官グリッチ少将が、李承晩に会見を求め、これに対して李承晩は遺憾の意を表し、第一大邦丸の釈放に応じた。
2月15日午前7時頃に、船員は外事主任より今日帰国させる旨通告され、中型ジープで水上署まで移送された。その際に査察課の課長から、「死亡した人に対しては非常にすまない。今韓国は戦時下であるので、君たちに食糧をやりたくてもやれないのだから。あまり内地へ帰っても韓国のいわば官憲の悪口を言わないようにしてくれ」との旨の挨拶を受けた。同日13時に船体の受け渡しがあり、同日済州を出航、アメリカ海軍のフリゲート「エバンズビル」に護衛されつつ、2月17日17時半頃に佐世保に入港、2月21日に佐世保を出航して、2月22日7時に福岡に帰港した。

## 帰国後
2月23日、日本国政府は事件発生を受けて李承晩ラインの不承認を改めて表明したが、韓国側に黙殺された。翌年にかけて韓国警備艇による拿捕事件が頻発した。

## 問題点
- 民間船に対する無警告攻撃行為。
- 当初より明確な軍事行為目的を持っていた。日本の衆議院外務委員会連合審査会によると、韓国船2隻には乗組員各12名のほか、憲兵1、特務隊員1、情報隊員1、警邏4、5名が分乗していた。
- 拿捕後の取調べ時の非人道的な取り扱い。（食料を与えない、医療行為を受けさせないなど。）
- 李承晩ラインと竹島問題では合計で船328隻が拿捕され、拿捕時に44名が死傷し、3929人が抑留されていたが、日本が譲歩すれば漁民を解放するという要求を最終的に呑み、邦人全員の人質と引換えに大村収容所にいた朝鮮人刑余者474人[2]を送還せず日本国内に釈放した。